# Косач Григорій Антонович
Григо́рій Анто́нович Ко́сач (28 листопада 1843, Мглин, Чернігівська губернія, Стародубщина (нині Брянської області Російської Федерації) — після 1916, Мглин, хутір «Пасіка») — титулярний радник, член родини Косачів, дядько Лариси Петрівни Косач (Лесі Українки), Михайла Косача — рідний брат їхнього батька Петра.

## Життєпис
Походив із гербового заможного українсько-козацького шляхетства, яке після скасування Гетьманщини отримало всі права російського дворянства.

### Дитинство та юність
Григорій Антонович Косач народився 16(28) листопада 1843 року в місті Мглин Чернігівської губернії (нині адміністративний центр Мглинського району Брянської області Росії). Він був третьою дитиною в сім'ї колезького секретаря Антона Григоровича Косача (народився 1814 року) та Марії Степанівни Чернявської. Перед ним народилися Петро (батько Лесі Українки) та Матвій (помер двомісячним). Невдовзі, у 1845–1848 роках, сім'я Косачів поповнилася ще чотирма дітьми. Порфирій і Степан невдовзі померли, а дівчатка — Олена та Олександра — вижили.
3(15) листопада 1848 року, через три місяці після народження останньої дитини, померла мати Григорія. По її смерті доглядати та виховувати дітей (двох хлопчиків і двох дівчаток віком від півтора до семи років) узялася її старша сестра — Прасковія Степанівна Чернявська. Григорій, його брат Петро, сестри Олена та Олександра все життя згадували тітку з глибокою пошаною, любов'ю та вдячністю, як надзвичайно розумну, добру, справедливу людину, лагідну та з сильним характером.
Навчався в Полтавському кадетському корпусі, але двічі кидав навчання і лишився з домашньою освітою, як сестри Олена та Олександра.
Ольга Косач-Кривинюк, сестра Лесі Українки, писала:
| Дядько Григорій — двічі втікав з полтавського кадетського корпусу, куди його одвозили, а потім залишився, як і сестри, при домашній освіті. Увесь вік дуже кохався у всякому майструванні та агрономії і не мав ані найменшого нахилу до військової кар'єри. Лише був дуже хороший стрілець і мисливий з нього (так само, як і наш батько, це вже було од їхнього батька, що до самої смерті в глибокій старості був хороший стрілець та вершник). Цей «дядя Гриша» був добряча, весела, глибоко благородної вдачі людина. Всі ми його дуже любили, особливо троє старших: Міша, Леся і я, бо краще його знали, більше бачили. |

### Зрілість
Дані за 1885 рік і 1891 рік засвідчують, що титулярний радник Григорій Косач був одним із двох судових приставів у Новограді-Волинському (Звягелі) — повітовому місті Волинської губернії. Документ 1888 року засвідчує, що Григорій Антонович мешкав у будинку на вулиці Корецькій (раніше в цьому будинку жив його брат Петро Антонович — це була перша оселя Петра та Ольги Косачів у Звягелі) .
Далі Григорій Антонович служив мировим посередником волосного суду в м. Більську на Городненщині та в Полонному. Був членом церковнопарафіяльного попечительства з будівництва Хрестоводвиженської церкви в Полонному.
Григорій Косач залишив у Полонному добру пам'ять про себе. Про це засвідчують спогади старожилів, які 1967 року записував краєзнавець Анатолій Сваричевський, досліджуючи перебування Лесі Українки в Полонному. Так, Марія Степанівна Костелецька (1882 року народження) розповіла таке :
| Мій батько працював у селі Варварівка в княгині Гагаріної. Княгиня дозволила йому побудувати хату на поміщицькій землі. Але через деякий час вона продала свої землі іншому панові. Той звелів батькові забиратися геть. Батько почав судитися і розорився. У цій справі на допомогу батькові прийшов Григорій Антонович Косач. Він як побачив, що треба викидати на вулицю сім'ю з дітьми, то аж в самого сльози на очах з'явилися. Сів він на призьбі і довго сидів та слухав розповіді батька. Відтоді Григорій Антонович прихильно ставився до нашої сім'ї. Не без допомоги Косача, наша родина придбала оселю навпроти його будинку. |
Григорій Косач любив природу, вивчав рослинний і тваринний світ Волині. У квартирі в нього стояли опудала птахів і тварин: орлів, диких кіз, кабанів.
1893 року його будинок в Полонному відвідала Леся Українка, племінниця Григорія Антоновича. 1971 року на колишньому будинку Косача в Полонному (тепер це приміщення ЗОШ I–II ступенів № 5) встановлено пам'ятну дошку. Обставини цієї поїздки такі. Навесні 1893 року Леся Українка з Колодяжного писала Михайлові Драгоманову в Софію: 
| Весна, хоч і поганенька, мене дуже поправила, а то зимою, як то звичайно, мені приходилось часто погано. Тепер я повернулась на літній стрій і вже думаю, куди б то насамперед поїхати. Хочу в кінці мая рушити з тіткою до Полонного…. |
30 травня Леся Українка із сестрою Ольгою, тіткою Олександрою і її синами Антоном і Павлом виїхали з Колодяжного до Гадяча. По дорозі вони зупинилися в Полонному, де гостювали в Григорія Косача. 5 червня в листі до матері Леся Українка розповіла про перебування в Полонному:
| У Полонному ми були тільки біля пам'ятника [14] та в Новоселиці, а в Миропілля дядько одного дня збирався нас повезти, та коней не було. В Новоселиці дядько взяв у палаці картину, щоб Тося змалював… В Полонному ми не купалися, бо одно те, що вода ще холоднувата (16 градусів), а друге, що там по більшій частині з берега одразу «прикро» і хто не конечне плаває, то й страшно. Є і добрі місця, але зате вони далеко від дядькової хати. Дядько вмовляв нас, щоб ми зоставалися у нього, а він нам найме коня возити нас до купання, та я подумала, що так не варт зоставатися, бо і коня трудно найняти і сторона полонська мало чим сухша і тепліша від колодяженської. |
Був одружений з Марією Михайлівною. Ольга Косач-Кривинюк писала про неї: «Була вона жінка нам несимпатична всією своєю вдачею, надто ж тим, що робила багато прикростей нашому любому дяді Гриші». Родина Григорія та Марії мала сина, який помер у дитячому віці. Невдовзі дружина залишила його заради П. І. Немоловського.

### Останні роки життя
З 1900 року за віком подав у відставку і після виходу на пенсію, оселився в Києві неподалік від родини брата Петра на вул. Маріїнсько-Благовіщенській. Коли в ніч з 17 на 18 січня 1907 року в Києві заарештували Лесю Українку та її сестру Ольгу й доставили їх у Либідське поліцейське відділення, статський радник у відставці Григорій Косач, який «жодного високого становища не мав, не мав ніяких протекцій у високих сферах», наступного ранку негайно вирушив виручати племінниць. Проте їх уже відпустили, взявши підписку про невиїзд. З братом Петром та його родиною завжди був у близьких стосунках.
Вийшовши у відставку невдовзі одружився з Антоніною Іванівною, виховував підкинутого хлопчика Бориса, на схилку літ жив у Мглині.
Григорій Косач помер близько 1916 року на хуторі «Пасіка» біля Мглина.